# Megarhogas stigmaticus
Megarhogas stigmaticus är en stekelart som beskrevs av Baker 1917. Megarhogas stigmaticus ingår i släktet Megarhogas och familjen bracksteklar. Inga underarter finns listade i Catalogue of Life.